# Japan Soccer League
La Japan Soccer League (日本サッカーリーグ Nihon Sakkā Rīgu?), o JSL, fue la liga de fútbol de máxima categoría en Japón entre 1965 y 1991/92, y fue el precursor de la actual liga profesional, la J. League. La JSL fue la segunda liga nacional de deportes de equipo en Japón tras la profesional Japanese Baseball League, fundada en 1936. A su vez, JSL fue la primera liga nacional deportiva de equipos amateurs en el país oriental.

## Historia
Cada equipo de JSL representaba una corporación, y al igual que los conjuntos de béisbol de Japón, utilizaban el nombre de la compañía que era dueña del club. Sin embargo, a diferencia del béisbol, se empleó el sistema de ascenso y descenso, como actualmente sucede en la J. League. Los jugadores eran oficialmente aficionados y eran trabajadores de las empresas matrices, pero especialmente en años posteriores, a los mejores jugadores en general se les pagaba estrictamente para jugar al fútbol.
Originalmente la JSL consistía en una sola división, pero en 1972 se añadió una segunda categoría. Los clubes podían unirse tras obtener la Copa Nacional Amateur Japonesa y luego ganar una serie de promoción contra los últimos equipos de la JSL. De 1973 a 1980, tanto los campeones como los subcampeones de la Segunda División debían jugar dicha serie contra los clubes inferiores de la Primera División; posteriormente y hasta 1984, solo el subcampeón tuvo que hacerlo.
Los mejores equipos de la JSL incluyeron a Hitachi Ltd., Furukawa Electric, Mitsubishi Heavy Industries, Nissan Motors, Toyo Industries (Mazda) y Yomiuri Shimbun, que ahora son respectivamente Kashiwa Reysol, JEF United Ichihara Chiba, Urawa Red Diamonds, Yokohama F. Marinos, Sanfrecce Hiroshima y Tokyo Verdy. Furukawa/JEF United fue el único que nunca descendió a Segunda División y mantuvo esta distinción hasta 2009.
La última temporada de la JSL se realizó en 1991/92 y la J. League comenzó a disputar en 1993. Los nueve mejores clubes de la JSL, junto con el independiente Shimizu S-Pulse, se convirtieron en los miembros originales de la J. League. Los otros, excepto Yomiuri Junior que se fusionó con su club matriz Yomiuri Club, se unieron a la recién formada Japan Football League.

## Campeones

### Primera División
Todos los clubes se enumeran bajo los nombres que estaban utilizando en 1991/92, cuando la liga dejó de existir. Los clubes en cursiva ya no existen.
| Club                | Campeón | Subcampeón | Años de campeonato                    | Años de subcampeonato              |
| ------------------- | ------- | ---------- | ------------------------------------- | ---------------------------------- |
| Yomiuri SC          | 5       | 3          | 1983, 1984, 1986/87, 1990/91, 1991/92 | 1979, 1981, 1989/90                |
| Mazda SC            | 5       | 1          | 1965, 1966, 1967, 1968, 1970          | 1969                               |
| Mitsubishi Motors   | 4       | 6          | 1969, 1973, 1978, 1982                | 1970, 1971, 1974, 1975, 1976, 1977 |
| Yanmar Diesel       | 4       | 4          | 1971, 1974, 1975, 1980                | 1968, 1972, 1978, 1982             |
| Fujita SC           | 3       | 1          | 1977, 1979, 1981                      | 1980                               |
| Nissan Motors       | 2       | 4          | 1988/89, 1989/90                      | 1983, 1984, 1990/91, 1991/92       |
| JR East Furukawa    | 2       | 1          | 1976, 1985                            | 1967                               |
| Hitachi SC          | 1       | 1          | 1972                                  | 1973                               |
| Yamaha Motors       | 1       | 0          | 1987/88                               |                                    |
| NKK SC              | 0       | 3          |                                       | 1985, 1986/87, 1987/88             |
| Nippon Steel Yawata | 0       | 2          |                                       | 1965, 1966                         |
| ANA SC              | 0       | 1          |                                       | 1988/89                            |

### Segunda División
Todos los clubes se enumeran bajo los nombres que estaban utilizando en 1991/92, cuando la liga dejó de existir. Los clubes en cursiva ya no existen.
| Club                      | Campeón | Subcampeón | Años de campeonato | Años de subcampeonato |
| ------------------------- | ------- | ---------- | ------------------ | --------------------- |
| Yomiuri SC                | 2       | 2          | 1974, 1977         | 1975, 1976            |
| Sumitomo Metal Industries | 2       | 2          | 1984, 1986         | 1983, 1991/92         |
| Toshiba SC                | 2       | 1          | 1979, 1988/89      | 1982                  |
| Honda Motors              | 2       | 0          | 1978, 1980         |                       |
| NKK SC                    | 2       | 0          | 1981, 1983         |                       |
| Toyota Motors             | 1       | 2          | 1972               | 1986, 1989/90         |
| Fujitsu SC                | 1       | 2          | 1976               | 1974, 1980            |
| Tanabe Pharmaceuticals    | 1       | 1          | 1975               | 1972                  |
| Yamaha Motors             | 1       | 1          | 1982               | 1979                  |
| Matsushita Electric       | 1       | 1          | 1985               | 1987                  |
| ANA SC                    | 1       | 1          | 1987               | 1984                  |
| Hitachi SC                | 1       | 1          | 1990/91            | 1988/89               |
| Eidai Industries          | 1       | 0          | 1973               |                       |
| Mitsubishi Motors         | 1       | 0          | 1989/90            |                       |
| Fujita SC                 | 1       | 0          | 1991/92            |                       |
| Nissan Motors             | 0       | 3          |                    | 1977, 1978, 1981      |
| Mazda SC                  | 0       | 2          |                    | 1985, 1990/91         |
| Kofu SC                   | 0       | 1          |                    | 1973                  |

## Todos los clubes miembros de JSL
La actual identidad en la J. League y/o posición en el sistema de ligas de fútbol de Japón sigue a cada nombre.

### Los 8 equipos originales
- Furukawa Electric (1965–1992) - JEF United Ichihara Chiba
- Hitachi Head Office / Hitachi (1965–1992) - Kashiwa Reysol
- Mitsubishi Heavy Industries / Mitsubishi Motors (1965–1992) - Urawa Red Diamonds
- Toyoda Automatic Loom Works (1965-1968, 1972-1973) - Toyota Industries S.C. en Liga Tōkai Div. 2
- Nagoya Sogo Ginko (Mutual Bank) (1965-1966, 1968-1971) - Nagoya WEST F.C. en Prefectura de Aichi Div. 1
- Yanmar Diesel (1965–1992) - Cerezo Osaka
- Toyo Industries / Mazda (1965–1992) - Sanfrecce Hiroshima
- Yawata Steel F.C. / Nippon Steel (1965–1991) - desaparecido

### Otros equipos de Primera División
En orden de ascenso a la máxima categoría
- Nippon Kokan (Nippon Steel Piping) / NKK F.C. (1967–1992) - desaparecido
- Towa Real Estate / Fujita Industry / Fujita (1972–1992) - Shonan Bellmare
- Toyota Motor Industry / Toyota Motor (1972–1992) - Nagoya Grampus
- Tanabe Seiyaku (Pharmaceutical) (1972–1992) - desaparecido
- Eidai Sangyo (Industries) (1972–1977) - desaparecido
- Fujitsu (1972–1992) - Kawasaki Frontale
- Yomiuri (1972–1992) - Tokyo Verdy
- Nissan Motors (1976–1992) - Yokohama F. Marinos
- Yamaha Motor (1979–1992) - Júbilo Iwata
- Honda (1975–1992) - Honda F.C. en JFL
- Sumitomo Metal Industries (1973–1992) - Kashima Antlers
- Yokohama Tristar / ANA (1983–1992) - Yokohama Flügels, desaparecido
- Matsushita Electric Industrial (1984–1992) - Gamba Osaka
- Toshiba Horikawacho / Toshiba (1978–1992) - Consadole Sapporo

### Equipos célebres de Segunda División
Muchos de estos clubes solo ascenderían a la primera división después de la creación de la J. League.
- Kofu Club (1972–1992) - Ventforet Kofu
- Kyoto Shiko Club (1972-1978, 1988-1992) - Kyoto Purple Sanga - Kyoto Sanga FC (desde 2007)
(disidente Kyoto Shiko Club se fundó en 1993 y ahora compite en la Liga de Kansai Div. 2)
- Kawasaki Steel (1986–1992) - Vissel Kobe
- NTT Kanto (1987–1992) - Omiya Ardija
- Otsuka Pharmaceutical (1990–1992) - Tokushima Vortis
- Tokyo Gas (1992–1992) - F.C. Tokyo
- Chūō Bohan (Central Crime Prevention) (1992–1992) - Avispa Fukuoka
- TDK (1985–1987) - Blaublitz Akita

## Clasificación histórica de Primera División
Se listan los equipos que han participado en esta competición; con las temporadas disputadas, puntos obtenidos, goles marcados, etc. Si bien la lista está confeccionada respetando la cantidad exacta de puntuación recibida por club, sin importar la modificación de cambios reglamentarios, se modificó esta clasificación aplicando la regla de 3 puntos por victoria, 1 por empate y 0 por derrota, para acompasarla a las tablas perpetuas de otras ligas de Primera División. "Liga actual" y "División" corresponden a su actual categoría en el sistema de ligas de fútbol de Japón.
| Pos. | Club         | Temp. | Puntos | PJ  | PG  | PE  | PP  | GF  | GC  | DG   | Mejor | Liga actual              | Div. |
| ---- | ------------ | ----- | ------ | --- | --- | --- | --- | --- | --- | ---- | ----- | ------------------------ | ---- |
| 1    | Mitsubishi   | 26    | 750    | 460 | 211 | 117 | 132 | 682 | 507 | 175  | 1.º   | J1 League                | 1    |
| 2    | Furukawa     | 27    | 731    | 482 | 203 | 122 | 157 | 705 | 596 | 109  | 1.º   | J2 League                | 2    |
| 3    | Yanmar       | 26    | 703    | 460 | 195 | 118 | 147 | 679 | 570 | 109  | 1.º   | J1 League                | 1    |
| 4    | Hitachi      | 24    | 543    | 416 | 151 | 90  | 175 | 581 | 608 | -27  | 1.º   | J1 League                | 1    |
| 4    | Mazda        | 22    | 543    | 376 | 149 | 96  | 131 | 526 | 424 | 102  | 1.º   | J1 League                | 1    |
| 6    | Fujita       | 18    | 520    | 340 | 144 | 88  | 108 | 495 | 372 | 123  | 1.º   | J1 League                | 1    |
| 7    | Yomiuri      | 14    | 503    | 280 | 144 | 71  | 65  | 481 | 286 | 195  | 1.º   | J2 League                | 2    |
| 8    | NKK          | 21    | 396    | 378 | 98  | 102 | 178 | 404 | 601 | -197 | 2.º   | ya no existe             | –    |
| 9    | Nippon Steel | 17    | 385    | 274 | 110 | 55  | 109 | 433 | 406 | 27   | 2.º   | ya no existe             | –    |
| 10   | Nissan       | 12    | 384    | 244 | 109 | 57  | 78  | 315 | 284 | 31   | 1.º   | J1 League                | 1    |
| 11   | Yamaha       | 11    | 322    | 226 | 86  | 64  | 76  | 255 | 249 | 6    | 1.º   | J1 League                | 1    |
| 12   | Honda        | 11    | 289    | 226 | 72  | 73  | 81  | 251 | 267 | -16  | 3.º   | JFL                      | 4    |
| 13   | ANA          | 5     | 139    | 110 | 38  | 25  | 47  | 131 | 145 | -14  | 2.º   | ya no existe             | –    |
| 14   | Panasonic    | 5     | 128    | 110 | 31  | 35  | 44  | 122 | 152 | -30  | 5.º   | J1 League                | 1    |
| 15   | Toyota       | 8     | 105    | 156 | 24  | 33  | 99  | 128 | 363 | -235 | 5.º   | J1 League                | 1    |
| 16   | Toshiba      | 3     | 82     | 66  | 19  | 25  | 22  | 72  | 76  | -4   | 4.º   | J1 League                | 1    |
| 17   | Eidai        | 3     | 69     | 54  | 19  | 12  | 23  | 67  | 83  | -16  | 5.º   | ya no existe             | –    |
| 18   | Sumitomo     | 3     | 60     | 66  | 15  | 15  | 36  | 50  | 101 | -51  | 10.º  | J1 League                | 1    |
| 19   | Nagoya Bank  | 6     | 38     | 84  | 9   | 11  | 64  | 76  | 210 | -134 | 6.º   | 3.ª Prefectural de Aichi | 9    |
| 20   | Fujitsu      | 2     | 28     | 36  | 6   | 10  | 20  | 32  | 67  | -35  | 9.º   | J1 League                | 1    |
| 21   | Toyota ALW   | 3     | 20     | 42  | 4   | 8   | 30  | 38  | 112 | -74  | 6.º   | 1-ª Prefectural de Aichi | 7    |
| 22   | Tanabe       | 1     | 4      | 18  | 1   | 1   | 16  | 7   | 51  | -44  | 10.º  | ya no existe             | –    |

Puntuación:
- 1965–1976, 1980–1987/88: 2 puntos por victoria, 1 por empate, 0 por derrota
- 1977–1979: 4 puntos por victoria en tiempo regular, 2 por victoria en la tanda de penaltis tras empate, 1 por derrota en penaltis, 0 por derrota en tiempo regular
- 1988/89–1991/92: 3 puntos por victoria, 1 por empate, 0 por derrota